# تعريفات لو الشرطية
عند سيبويه  هي حرف لما كان سيقع لوقوع غيره.
عند أكثر النحاة  هي حرف امتناع لامتناع.
عند ابن مالك  هو حرف يقتضي امتناع ما يليه واستلزامه لتاليه.
رأي الشلوبين  هو حرف يقتضي ربط الجواب بالشرط، لا يدل على امتناع ولا غيره.